# دوغلاس ييتس
دوغلاس ييتس (بالإنجليزية: Douglas Yates)‏ هو عالم سياسة أمريكي، ولد في 1964 في هوليوود في الولايات المتحدة.

## وصلات خارجية
- دوغلاس ييتس على موقع ديسكوغز (الإنجليزية)